# Kilifi
Kilifi este un oraș din Kenya.